# 高雄市公車建國幹線
高雄市公車建國幹線（88），是高雄市公車的一條重要幹線，由港都客運營運，起站為鳳山轉運站（捷運大東站）以及黃埔公園，終點行駛至捷運鹽埕埔站（大仁路）。

## 歷史
- 原為高雄市公車88路，由高雄市公共汽車管理處經營。後來配合幹線公車，改名為建國幹線，由統聯客運營運。

- 2013年5月15日，起點站由建軍站改至鳳山轉運站。
- 2013年12月2日，本路線由統聯客運接駛。
- 2016年2月16日起，因應國際油價下跌，配合高雄市政府交通局「潛力公車路線加密班次計畫」第二波，加密班次。[2]
- 2017年9月15日起，起始站由鳳山轉運站延駛至黃埔公園。
- 2018年10月14日，因應高雄市區鐵路地下化計畫新建鳳山車站啟用，88區間車延駛至台鐵鳳山站。
- 2020年11月9日，88區間車停駛。[3]
- 2021年3月1日，本路線改由港都客運接駛，起點站由黃埔公園改為鳳山轉運站發車，並不再繞駛市議會，原先延駛班次改為延駛埤頂派出所。
- 2021年3月22日，88延駛增加平日兩班次，並停靠原起點站「黃埔公園」。
- 2021年8月30日，88延駛僅行駛至「黃埔公園」，「東門」至「埤頂派出所」不再停靠。
- 2021年9月1日，「高雄火車站（同愛街口）」更名為「高雄車站（建國路）」、「林森路口」站更名為「建國林森路口」。

## 路線基本資料
全程行車里數約11.5公里，行車時間約40~50分鐘。
從鳳山轉運站出發，沿著光遠路、自由路、建軍路、行仁路、澄清路、建國路、五福路、大智路、大仁路到達捷運鹽埕埔站，再從大仁路、七賢三路接回五福路。

## 服務時間及班次
88路建國幹線
- 尖峰10～15分鐘一班，離峰20～30分鐘一班。平日雙向各發68班次，假日57班次。
- 平日鳳山轉運站發車：5:30～22:20，平日捷運鹽埕埔站發車：6:10~23:05
- 假日鳳山轉運站發車：5:30～22:25，假日捷運鹽埕埔站發車：6:10~23:10

88路延駛黃埔公園
- 平日黃埔公園發車：6:41、9:36、12:56、15:36、16:16、17:46，平日捷運鹽埕埔站發車：7:40、10:30、13:50、16:30、17:15、18:45
- 假日黃埔公園發車：10:16、12:16、15:36、18:16，假日捷運鹽埕埔站發車：11:10、13:10、16:30、19:10
- 因應學生下課搭乘需求，平日隱藏一班次由行仁路駛至捷運鹽埕埔站，抵達後將不載客且空車折返。

## 歷史配車

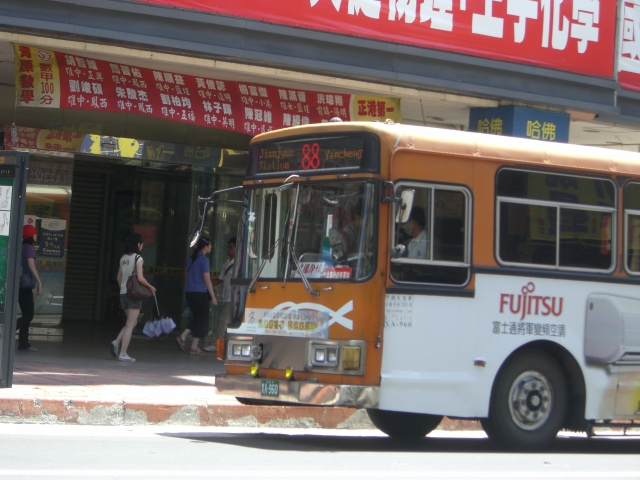
舊型建國幹線經過舊遠東站(北側)

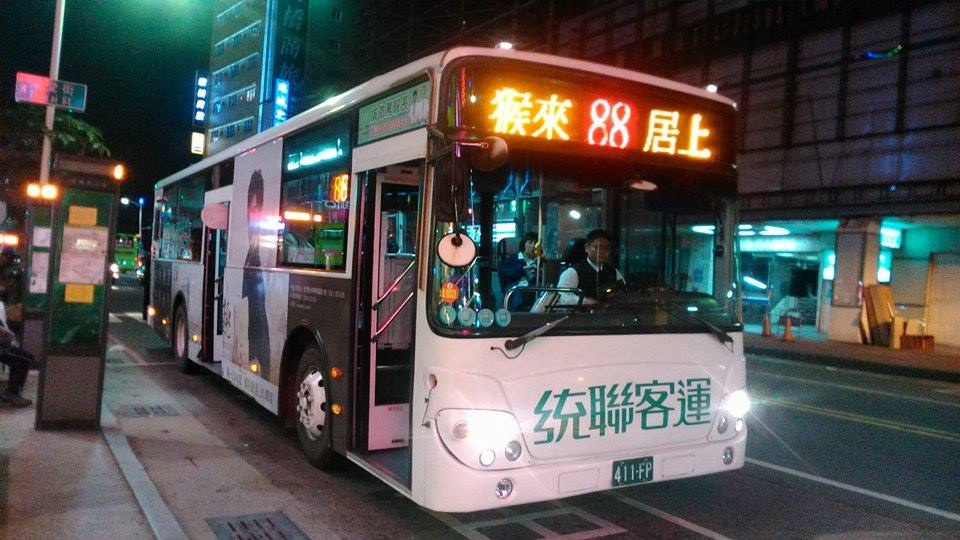